# باقوفا
باقوفا (بالسريانية :ܒܝܬ ܩܘܦܐ) وهي قرية تقع في محافظة نينوى شمال العراق وتبعد عن الموصل مركز محافظة نينوى بحوالي 15 ميل وسكانها من الكلدان المسيحيين الكاثوليك ويتكلمون باللغة السريانية وتعد هذه القرية من اقدم المناطق في محافظة نينوى إذ اكتشفت فيها فخاريات وكتابات مسمارية تعود للعصر الاشوري.

## التسمية
اسم باقوفا اصله آرامي، متكون من مقطعين «بيث» و«قوبا» والتي تعني بيت القُضبان،[بحاجة لمصدر] بينما يفسر الكاتب كوكريس عواد بأن عبارة باقوفا تعني بيت القرود. أو رُبما تعني أيضًَا مكان الجُمجُمة حيث يُعتقد بان مجزرة ما قد حدثت هناك،[بحاجة لمصدر] أو أن جيولوجيا الجبال في تلك المنطقة تشبه إلى حد ما ألجُمجُمة. لقد مرّت باقوفا بحقبات تأريخية جيدة وسيئة، كما كان الحال مع أغلب القُرى الكلدانية المُحيطة بنينوى.

## التاريخ
قد كان للهجمات الوحشية للمغول والفُرس والأكراد تأثيرات مُدمرة على القرية وعلى السكان الذين يعيشون فيها، ومن المُرجح ان سُكان باقوفا كانوا في ترحال دائم إلى خارج وداخل القرية بسبب تلك الهجمات. هاجم المغول باقوفا في عام 1436 وعام 1508 وادت تلك الهجمات إلى قتل المئات من سكانها وتدمير ابنيتها وحرق محاصيلها، وفي عام 1743، هاجمها الملك الفارسي نادر شاه وكانت النتيجة قتل المئات من سكانها، اما الذين استطاعوا الخلاص من الموت فقد هربوا إلى الجبال، وقد ساهمت الكراهية المُباشرة للحاكم الكردي في راوندوز المُلقب ميركور المعروف بكراهيتة الأسطورية للمسيحيين والكلدان في تدهور الأمور حيث قام «ميركور» في عام 1833 بالهجوم على باقوفا والقُرى المُجاورة لها وادى هجومه إلى مقتل المئات من سكانها بصورة وحشية، مختطفاً النساء والأطفال وحارقاً ومُدمراً كل الأشياء التي لم يكُن باستطاعته أن يأخُذها معه.[بحاجة لمصدر]

## السكان
سُكان باقوفا هُم من المسيحيين الكلدان، ينتمون إلى الكنيسة الكاثوليكية الكلدانية، يتحدثون اللغة الكلدانية المُنتشرة في المنطقة والتي تُسمى باللغة الآرامية أو «السورث» والمُشتقة من كلمة سوريا أو آشور وهذه اللهجة تختلف قليلاً عن اللغة التي تحدث بها يسوع، بالأضافة إلى اللغة الآرامية (العامية الدارجة السورث)، فان الغالبية من السكان يتحدث اللغة العربية وبعضهم يتحدث اللغة الكردية أيضًَا. يسكن القرية هذه الأيام حوالي 600 شخص، يعيشون في حوالي 80 بيتاً بُنيت اغلبها في القرن العشرين، وقد بُنيت هذه البيوت بألواح طينية وأيضًَا من السمنت والجص والأحجار القديمة التي تُجمع من الخرائب الآشورية المُنتشرة في القرية وحولها. تقع باقوفا في وسط ارض خصبة، ولهذا لا نتفاجئ أو نندهش عندما نرى اغلب سُكانها من الفلاحين النشيطين الذين يزرعون الحنطة والشعير والبطيخ والمحاصيل الحقلية الأُخرى. انهم لا يعتمدون اعتماداً كُليا على الزراعة فقط وانما يمتهنون ويُبدعون في تربية الماشية مثل الأغنام والأبقار التي تدر لهم الحليب واللحم والمنتوجات الضرورية الأُخرى التي تجعل حياتهم دائمة الأستمرار في القرية. يعيش اغلب سُكان باقوفا هذه الأيام خارجها، القسم الأعظم منهم يسكن في بغداد والقسم الآخر انتشر في الكُرة الأرضية الواسعة، الكثير منهم في أوروبا وأمريكا الشمالية والبعض في أستراليا.[بحاجة لمصدر]